# Synonym (taksonomi)
I den videnskabelige nomenklatur bruges begrebet synonymer, når der findes forskellige, videnskabelige navne for én og samme taxon (art, slægt, familie osv.). Der er forskelle i anvendelsen og terminologien inden for zoologi og botanik.

## Zoologi
I den internationale kodex for zoologisk nomenklatur er synonymer forskellige, videnskabelige navne, der bruges om samme taxon, f.eks. to navne for den samme art. Den gældende regel for zoologisk nomenklatur er, at det første navn, der blev offentliggjort er seniorsynonymet. Alle andre er juniorsynonymer, som ikke bør bruges.
Objektive synonymer henviser utvetydigt til samme taxon. Det er tilfældet, hvis de henviser til samme beskrivelse eller samme holotype. I alle andre tilfælde er der tale om subjektive synonymer, hvilket vil sige, at de står til diskussion: én forsker kan muligvis mene, at de to (eller flere) typer eller beskrivelser henviser til én og samme taxon, mens en anden kan anse dem for at henvise til forskellige arter (slægter, familier osv.).
John Edward Gray offentliggjorde f.eks. navnet Antilocapra anteflexa i 1855 som betegnelse for en art af gaffelbuk, byggende på et par horn. Nu mener man, at hans type var et usædvanligt individ af arten Antilocapra americana, der blev beskrevet og navngivet af George Ord i 1815. Ords navn har derfor prioritet, og Antilocapra anteflexa er et subjektivt juniorsynonym.
Objektive synonymer er almindelige på slægtsniveau, da to forskere uafhængigt af hinanden kan nå til den konklusion, at en art er tilstrækkeligt forskellig fra de andre arter i samme slægt til, at den må have sin egen slægt. På den måde udnævner de begge en ny slægt med samme holotype. På den måde er de objektive synonymer.
På artsniveau er subjektive synonymer almindelige, fordi der findes en uventet bred vifte af variationer inden for en art, eller det kan skyldes simpel ukendskab til en tidligere beskrivelse. Begge dele kan føre til, at en biolog kan beskrive et nyopdaget eksemplar som en ny art. Derimod er objektive synonymer ret sjældne. Et eksempel er tarpanen (den europæiske vildhest), som blev beskrevet af Johann Friedrich Gmelin i 1774. I 1784 navngav Pieter Boddaert tarpanen Equus ferus med en henvisning til Gmelins beskrivelse. Otto Antonius, der ikke kendte til Boddaerts navn, offentliggjorde navnet Equus gmelini i 1912, atter med henvisning til Gmelins oprindelige beskrivelse. Da de to navne henviser til den samme beskrivelse er de objektive synonymer.
Det kan ske, at et juniorsynonym får forrang for et seniorsynonym, oftest når seniornavnet ikke har været brugt, siden det blev beskrevet første gang, mens juniornavnet er almindeligt brugt. Det ældste navn bliver så et nomen oblitum (= ”glemt navn”),mens juniornavnet bliver bliver erklæret for et nomen protectum (= ”beskyttet navn”). Det skal først og fremmest forebygge den forvirring, der måtte opstå, hvis et velkendt navn med en omfattende, beskrivende litteratur skulle erstattes med et fuldstændigt ukendt navn. For eksempel blev den røde ildmyres videnskabelige navn, Solenopsis invicta, offentliggjort af Buren i 1972, og det er et bestemt navn, som er blevet fastholdt trods den kendsgerning, at denne art første gang blev benævnt Solenopsis saevissima wagneri af Santschi i 1916. Der er tusindvis af publikationer, som er blevet offentliggjort med henvisning til navnet S. invicta, før nogen blev klar over synonymitet. I 2001 besluttede den internationale kommission for zoologisk nomenklatur, at S. invicta skal have forang for S. wagneri.

## Botanik
I den internationale kodex for botanisk nomenklatur er synonymet for et botanisk navn et navn, der gælder samme taxon. Et synonym kan ikke eksistere isoleret, for det er altid "et synonym for ...". I botanik kan synonymer være:
| Type         | Name               | Definition |
| ------------ | ------------------ | --- |
| homotypisk   | nomenklaturmæssigt | af samme type. Linnés navn, Pinus abies L., har samme type som Picea abies (L.) H.Karst. Når det sidstnævnte anses for at være det korrekte navn (og der er næsten fuldstændig enighed om det), er Pinus abies et homotypisk synonym for Picea abies. Hvis det skulle vise sig, at arten måtte betragtes som hjemmehørende i slægten Pinus (hvad der efterhånden er usandsynligt) måtte forholdet vendes, og Picea abies blev til et homotypisk synonym for Pinus abies. |
| heterotypisk | taxonomisk         | af forskellig type. Nogle botanikere, de såkaldte lumpers and splitters (= ”sammenhobere og opsplittere”), opdeler Mælkebøtte i mange, helt adskilte arter. Hver af disse artsnavne har sin egen type. Når ”Mælkebøtte” betragtes som omfattende alle disse småarter, bliver navnene på disse arter til heterotypiske synonymer for Taraxacum officinale F.H.Wigg. |

Inden for botanikken kræves det ikke, at et synonym skal være et gyldigt, videnskabeligt : en liste over synonymer indeholder ofte navne, som aldrig blev til formelt gyldige af én eller anden grund (ikke-offentliggjorte eller manuskriptnavne), eller som formelt set endnu ikke er offentliggjorte. Sådan et synonym skal overholde reglerne for et videnskabeligt navn: det skal se ud som et rigtigt 'latinsk navn'.
Et homotypisk synonym behøver ikke at have artstilføjelse eller hele navnet fælles med det korrekte navn, når bare typen er fælles. For eksempel har navnet Taraxacum officinale, der blev nævnt ovenfor, samme type som Leontodon taraxacum L. Det sidstnævnte er et homotypisk synonym for Taraxacum officinale F.H.Wigg.

## Sammenligning mellem de to sprogbrug
Behandlingen af synonymer i den botaniske nomenklatur er meget forskellig – i hvert fald hvad angår detaljer og terminologi – fra den, der foregår i zoologisk litteratur, hvor det korrekte navn findes blandt synonymer, men dog som det første blandt ligemænd kaldes "seniorsynonymet":
- Synonymer i botanik er "juniorsynonymer" i zoologi.
- Homotypiske eller nomenklaturmæssige synonymer i botanik er "objektive synonymer" i zoologi.
- Heterotypiske eller taxonomiske synonymer i botanik er "subjektive synonymer" i zoologi.

## Andre anvendelser
Den traditionelle opfattelse af synonymitet udstrækkes ofte i taxonomiske databaser til at omfatte pro parte (= ”delvise”) synonymer. Det skyldes opsplitninger og ændringer i beskrivelser, som ikke kræver en en-til-en forbindelse til typer. Et enkelt navn kan faktisk henvise til adskillige taxa, når det oprindelige navn nu bliver brugt i en mere snæver forstand. Det vises sædvanligvis ved forkortelsen p.p..